# Carl Johan Bergman
Carl Johan Lennart Bergman (ur. 14 marca 1978 w Ekshärad) – szwedzki biathlonista, pięciokrotny medalista mistrzostw świata.

## Kariera
W zawodach Pucharu Świata zadebiutował 9 stycznia 2000 roku w Oberhofie, zajmując 14. miejsce w sztafecie. Pierwsze pucharowe punkty zdobył 19 grudnia 2001 roku w Osrblie, gdzie zajął 17. miejsce w biegu indywidualnym. Na podium zawodów tego cyklu pierwszy raz stanął 5 marca 2004 roku w Fort Kent, gdy rywalizację w biegu pościgowym ukończył na drugiej pozycji. W zawodach tych rozdzielił na podium Francuza Raphaëla Poirée i Rosjanina Nikołaja Krugłowa. W kolejnych startach jeszcze 12 razy stanął na podium, odnosząc przy tym trzy zwycięstwa: 16 marca 2006 roku w Kontiolahti, 2 grudnia 2011 roku w Östersund i 9 grudnia 2011 roku w Hochfilzen wygrywał sprinty. Najlepsze wyniki osiągnął w sezonie 2011/2012, kiedy zajął szóste miejsce w klasyfikacji generalnej, a w klasyfikacji sprintu był trzeci.
Na mistrzostwach świata w Anterselvie w 2007 roku wspólnie z Heleną Jonsson, Anną Carin Zidek i Björnem Ferrym wywalczył złoty medal w sztafecie mieszanej. Był to pierwszy w historii złoty medal dla Szwecji w tej konkurencji. W sztafecie mieszanej zdobył też srebrny medal podczas mistrzostw świata w Pjongczangu w 2009 roku i brązowy na rozgrywanych rok później mistrzostwach świata w Chanty-Mansyjsku. Kolejne dwa medale zdobył podczas mistrzostw świata w Ruhpolding w 2012 roku. Najpierw zajął trzecie miejsce w sprincie, plasując się za Francuzem Martinem Fourcade'em i Emilem Hegle Svendsenem z Norwegii. Następnie był drugi w biegu pościgowym, rozdzielając Fourcade'a i Rosjanina Antona Szypulina.
W 2002 roku wystartował na igrzyskach olimpijskich w Salt Lake City, gdzie zajął 40. miejsce w biegu indywidualnym, 28. w sprincie, 36. w biegu pościgowym i 14. miejsce w sztafecie. Na rozgrywanych cztery lata później igrzyskach w Turynie zajął między innymi 23. miejsce w biegu indywidualnym i czwarte w sztafecie. Podczas igrzysk olimpijskich w Vancouver w 2010 roku osiągnął swój najlepszy wynik indywidualny, zajmując 19. miejsce w biegu masowym. Był tam też ponownie czwarty w sztafecie. Brał również udział w igrzyskach w Soczi w 2014 roku, plasując się między innymi na 24. pozycji w sprincie i 10. w sztafecie.
Studiował informatykę na Norweskim Uniwersytecie Naukowo-Technicznym w Trondheim. 7 sierpnia 2010 ożenił się z norweską biathlonistką Liv-Kjersti Eikeland. Obecnie mieszkają w Lillehammer.

## Osiągnięcia

### Igrzyska olimpijskie
| Rok  | Miejscowość    | Konkurencje | Konkurencje | Konkurencje | Konkurencje | Konkurencje | Konkurencje | Konkurencje |
| Rok  | Miejscowość    | IN          | SP          | PU          | MS          | RL          | MR          | SR          |
| ---- | -------------- | ----------- | ----------- | ----------- | ----------- | ----------- | ----------- | ----------- |
| 2002 | Salt Lake City | 40.         | 28.         | 36.         | nd.         | 14.         | nd.         | –           |
| 2006 | Turyn          | 23.         | 53.         | DNS         | 29.         | 4.          | nd.         | –           |
| 2010 | Vancouver      | 61.         | 42.         | 19.         | –           | 4.          | nd.         | –           |
| 2014 | Soczi          | 36.         | 24.         | 34.         | –           | 10.         | –           | –           |

### Mistrzostwa świata
| Rok  | Miejscowość     | Konkurencje | Konkurencje | Konkurencje | Konkurencje | Konkurencje | Konkurencje | Konkurencje |
| Rok  | Miejscowość     | IN          | SP          | PU          | MS          | RL          | MR          | SR          |
| ---- | --------------- | ----------- | ----------- | ----------- | ----------- | ----------- | ----------- | ----------- |
| 2001 | Pokljuka        | DNS         | 66.         | –           | –           | 16.         | nd.         | –           |
| 2003 | Chanty-Mansyjsk | 75.         | 27.         | 27.         | –           | 7.          | nd.         | –           |
| 2004 | Oberhof         | 9.          | 36.         | 21.         | 28.         | 6.          | nd.         | –           |
| 2005 | Hochfilzen      | 39.         | 8.          | 11.         | 15.         | 7.          | nd.         | –           |
| 2005 | Chanty-Mansyjsk | nd.         | nd.         | nd.         | nd.         | nd.         | 13.         | –           |
| 2006 | Pokljuka        | nd.         | nd.         | nd.         | nd.         | nd.         | 6.          | –           |
| 2007 | Anterselva      | 39.         | 34.         | 23.         | –           | 7.          | 1.          | –           |
| 2008 | Östersund       | 24.         | 28.         | 29.         | –           | 6.          | 4.          | –           |
| 2009 | Pjongczang      | –           | 79.         | –           | 27.         | 9.          | 2.          | –           |
| 2010 | Chanty-Mansyjsk | nd.         | nd.         | nd.         | nd.         | nd.         | 3.          | –           |
| 2011 | Chanty-Mansyjsk | 11.         | 47.         | 28.         | 29.         | 4.          | 4.          | –           |
| 2012 | Ruhpolding      | –           | 3.          | 2.          | 6.          | 16.         | –           | –           |
| 2013 | Nové Město      | 35.         | 53.         | 34.         | –           | 11.         | –           | –           |

### Puchar Świata

#### Miejsca w klasyfikacji generalnej
| Sezon     | Miejsce |
| --------- | ------- |
| 2000/2001 | -       |
| 2001/2002 | 61.     |
| 2002/2003 | 40.     |
| 2003/2004 | 24.     |
| 2004/2005 | 14.     |
| 2005/2006 | 11.     |
| 2006/2007 | 24.     |
| 2007/2008 | 28.     |
| 2008/2009 | 8.      |
| 2009/2010 | 28.     |
| 2010/2011 | 13.     |
| 2011/2012 | 6.      |
| 2012/2013 | 31.     |
| 2013/2014 | 34.     |

#### Miejsca na podium chronologicznie
| Lp. | Dzień       | Rok  | Miejscowość       | Konkurencja               | Lokata | Pudła    | Czas biegu | Strata  | Zwycięzca            |
| --- | ----------- | ---- | ----------------- | ------------------------- | ------ | -------- | ---------- | ------- | -------------------- |
| 1.  | 4 marca     | 2004 | Fort Kent         | Bieg pościgowy na 12,5 km | 2.     | 35:11,42 | 0+0+0+0    | +1:22,8 | Raphaël Poirée       |
| 2.  | 8 marca     | 2006 | Pokljuka          | Sprint na 10 km           | 3.     | 24:29,1  | 0+1        | +24,2   | Ole Einar Bjørndalen |
| 3.  | 11 marca    | 2006 | Pokljuka          | Bieg pościgowy na 12,5 km | 3.     | 33:47,14 | 0+0+0+0    | +1,2    | Ole Einar Bjørndalen |
| 4.  | 16 marca    | 2006 | Kontiolahti       | Sprint na 10 km           | 1.     | 23:52,9  | 0+0        | –       | –                    |
| 5.  | 20 grudnia  | 2008 | Hochfilzen        | Sprint na 10 km           | 3.     | 26:14,7  | 0+1        | +51,6   | Lars Berger          |
| 6.  | 11 stycznia | 2009 | Oberhof           | Bieg masowy na 15 km      | 2.     | 38:21,69 | 0+0+1+1    | +9,7    | Christoph Sumann     |
| 7.  | 9 stycznia  | 2010 | Oberhof           | Sprint na 10 km           | 3.     | 28:53,2  | 0+0        | +8,2    | Jewgienij Ustiugow   |
| 8.  | 6 lutego    | 2011 | Presque Isle      | Bieg pościgowy na 12,5 km | 3.     | 36:16,74 | 0+0+1+1    | +14,3   | Alexis Bœuf          |
| 9.  | 2 grudnia   | 2011 | Östersund         | Sprint na 10 km           | 1.     | 24:22,5  | 0+0        | –       | –                    |
| 10. | 9 grudnia   | 2011 | Hochfilzen        | Sprint na 10 km           | 1.     | 24:41,9  | 0+0        | –       | –                    |
| 11. | 3 marca     | 2012 | Ruhpolding        | Sprint na 10 km           | 3.     | 24:36,3  | 0+0        | +17,7   | Martin Fourcade      |
| 12. | 4 marca     | 2012 | Ruhpolding        | Bieg pościgowy na 12,5 km | 2.     | 33:44,6  | 0+1+1+0    | +5,2    | Martin Fourcade      |
| 13. | 22 marca    | 2014 | Oslo/Holmenkollen | Bieg pościgowy na 12,5 km | 3.     | 33:04,5  | 0+0+0+1    | +41,1   | Simon Eder           |